# 岳常澧道
岳常澧道，清行政区划名。康熙三年（1664年）湖南下设长宝、岳常澧、辰沅永靖、衡永郴桂等四道。岳常澧道治澧州，光绪二十五年（1899年），移驻巴陵。下辖二府、一直隶州、一直隶厅，共十四州县。
- 岳州府：治巴陵，领巴陵、临湘、平江、华容四县。
- 常德府：治常德，领武陵、桃源、龙阳、沅江四县。
- 澧州直隶州：治今澧县，初属岳州府，雍正七年升直隶州，辖澧州、安乡、石门、慈利、安福、永定。
- 南州直隶厅：治今南县，不辖县。系洞庭湖淤洲。光绪二十一年（1895年）设立，大部分为原华容县地。

## 歷任道台
- 岳常道
  - 遲日豫，康熙年間任。
  - 趙弘恩，雍正二年至三年在任。
  - 王克莊，順天宛平人，雍正三年任。
  - 楊晏，雍正三年至五年在任。
  - 溫而遜，雍正九年卸任。
- 岳常澧道
  - 倉德，乾隆八年卸任。
  - 秦黌，江南江都人，乾隆三十二年至三十四年在任。
  - 玉德，瓜爾佳氏，乾隆四十一年至四十二年在任。
  - 俞廷垣，直隸清苑人，乾隆四十二年任。
  - 臧榮青，浙江長興人，乾隆五十二年至五十六年在任。
  - 棟文，乾隆年間在任。
  - 邵洪，浙江鄞縣人，嘉慶三年至四年在任。
  - 韓崶，江蘇元和人，嘉慶六年至七年在任。
  - 巴哈布，漢軍正藍旗，李姓，嘉慶七年至十年在任。
  - 顏檢，廣東連平州人，嘉慶十五年在任。
  - 吳傑，浙江會稽人，道光八年在任。
  - 但明倫，貴州廣順人，道光八年至十年在任。
  - 張琴，雲南安寧州人，道光二十七年至咸豐三年在任。
  - 蔡學川，江西新昌人，道光年間在任。
  - 倉景恬，河南中牟人，咸豐二年護理。
  - 惲世臨，江蘇陽湖人，咸豐十一年至同治元年在任。
  - 增壽，同治十年至光緒四年在任。
  - 廷杰，光緒十六年至十八年在任。
  - 翁曾桂，江蘇常熟人，光緒十八年任。
  - 朱靖旬，河南安陽人，光緒二十年至二十一年在任。
  - 桂中行，江西臨川人，光緒二十一年卸任。
  - 陳璚，廣西貴縣人，光緒二十二年至二十七年在任。
  - 張鴻順，直隸安肅人，光緒二十五年署理。
  - 薩蔭圖，光緒三十二年在任。
  - 周儒臣，安徽宿州人，光緒三十二年署理，三十三年至宣統元年在任。
  - 莊賡良，江蘇陽湖人，光緒年間署理。